# 嶋野康平シリーズ
『嶋野康平シリーズ』（しまのこうへいシリーズ）は、末浦広海の推理小説のシリーズ。
ある事件を機に捜査一課の刑事を辞めて妻の転勤で神戸へ来て探偵事務所の調査員となった嶋野康平と仲間の所員達によるミステリー。

## 主な登場人物
嶋野康平
警視庁捜査一課の刑事であったがでどうしても許せないと思うことがあり刑事を辞める。その後妻の転勤に従い神戸へ移住し、職探しを行っていた最中に大河原探偵事務所の主任調査員に声を掛けられ、探偵の道へ。つまり生まれつきほとんど眠りを必要としない体質で数日間は寝なくても肉体的にまったく支障が出ないという特殊体質の持ち主である

## シリーズ一覧
| # | タイトル                                    | 単行本 （中公文庫）          | あらすじ |
| - | ------------------------------------------- | ---------------------------- | --- |
| 1 | 不眠刑事と探偵の朝 キャップ・嶋野康平       | 2013年5月 ISBN 9784122057876 | 嶋野康平はある事件を機に捜査一課の刑事を辞め、妻の転勤でやって来た神戸で強引に探偵事務所の調査員にされてしまう |
| 2 | 不眠探偵と哀しき暗殺者 キャップ・嶋野康平II | 2013年9月 ISBN 9784122058354 | 神戸の高級住宅街に住む母子が何者かに命を狙われ本人たちにも気づかれぬよう警護せよという奇妙な依頼が舞い込む     |

| スタブアイコン | サブスタブ | この項目は、まだ閲覧者の調べものの参照としては役立たない、文学に関連した書きかけの項目です。この項目を加筆・訂正などしてくださる協力者を求めています（P:文学、PJ:ライトノベル）。項目が小説家・作家の場合には{Writer-substub}を、文学作品以外の本・雑誌の場合には{Book-substub}を貼り付けてください。 |